# Cédric Tchouta
Cécric Valer Tchouta, né le 23 mars 1993 à Franceville, est un coureur cycliste gabonais. En 2013, il devient champion du Gabon sur route.

## Biographie
En 2013, Cédric Tchouta est sacré champion du Gabon sur route. L'année suivante, il échoue à conserver son titre en ne prenant que la cinquième place. Il se console néanmoins en terminant troisième de l'épreuve contre-la-montre. Sur l'édition 2015, il s'incline au sprint derrière son compagnon d'échappée Léris Moukagni. Pour sa troisième participation à la Tropicale Amissa Bongo, il termine meilleur coureur gabonais de l'épreuve, à la 53e place. Au mois de septembre, il dispute les Jeux africains. À Brazzaville, il se classe 12e du contre-la-montre par équipes avec ses équipiers gabonais, puis 65e et dernier de la course en ligne.
Au début de l'année 2017, il est suspendu à vie par le Ministère des Sports gabonais, tout comme cinq de ses coéquipiers de la sélection nationale. Cette sanction fait suite au refus des cyclistes gabonais de prendre le départ de la Tropicale Amissa Bongo, déplorant le manque de moyens mis à leur disposition pour cette échéance, depuis notamment le notamment de leur entraîneur Abraham Olano, ainsi que le non paiement de leurs primes depuis plus de deux ans,,. Cette exclusion définitive est finalement allégée à deux ans avec sursis au mois de juillet.

## Palmarès
- 2013
  -  Champion du Gabon sur route
- 2014
  - 3e du championnat du Gabon du contre-la-montre
- 2015
  - 2e du championnat du Gabon sur route

## Classements mondiaux
| Année           | 2013 | 2014 |
| --------------- | ---- | ---- |
| UCI Africa Tour | 39e  | 111e |